# José Beratón
José Beratón – hiszpański malarz neoklasyczny pochodzący z Aragonii.
Podobnie jak Goya i bracia Bayeu uczył się w pracowni José Luzana w Saragossie. Następnie wyjechał do Madrytu, gdzie studiował na Królewskiej Akademii Sztuk Pięknych Św. Ferdynanda. Pracował w warsztacie Francisca Bayeu pomagając mu przy różnych zleceniach napływających z dworu. W 1794, prawdopodobnie za wstawiennictwem Bayeu, został mianowany nadwornym malarzem. Malował w stylu neoklasycznym z widocznym wpływem stylu Antona Rafaela Mengsa. Wykonał serię malowideł dla jednego z madryckich kościołów (Oratorio del Caballero de Gracia), wśród których wyróżnia się dzieło Noli me tangere.